# Neuroticfish
Neuroticfish est un groupe allemand de synthpop, originaire de Bochum.

## Histoire
Le projet est formé au début des années 1990. Les modèles musicaux étaient des groupes comme Skinny Puppy, Nine Inch Nails et Depeche Mode. En 1999, un premier enregistrement, No Instruments, sort. À partir de 2002, Neuroticfish est sous contrat avec le label Strange Ways. En 2005, Henning Verlage devient membre permanent du groupe, après avoir assisté Klein depuis 2001 en tant que claviériste live, coproducteur et remixeur. Après une dernière apparition commune le 11 mai 2008 au Wave-Gotik-Treffen de Leipzig, le projet est dissous.
Le 20 juillet 2012, Klein annonce sur le site officiel de Neuroticfish que le travail sur un nouvel album avait commencé, prévu pour 2013. Le 22 mars 2013, Neuroticfish fait son retour au Matrix de Bochum, en Allemagne, avec son concert Sign of Life. À des fins promotionnelles, le Limited Behaviour EP est édité à 100 exemplaires. Il contient trois nouveaux morceaux et un remix de I Don't Need the City. Le 4 juillet 2013, le groupe révèle un nouveau titre de l'album à venir (Illusion of Home) sur Soundcloud, qui a reçu plus de 1 000 lectures dans les premières 24 heures de sa mise en ligne. Dans une interview avec le site d'information musicale sud-africain downtuned.co.za quelques jours plus tard, le groupe a confirmé que le titre de l'album serait A Sign of Life, et que le groupe visait une sortie plus tard dans l'année. Bien qu'il soit reporté, l'album sort le 27 mars 2015 sur leur propre label NOR (Non Ordinary Records),,.
Cinq ans après le dernier album, Antidoron, sorti en 2018, le groupe sort son cinquième album studio The Demystification of the Human Heart le 15 décembre 2023.

## Discographie

### Albums studio
- 1999 : No Instruments (CD)
- 2000 : No Instruments (Second Edition) (CD)
- 2002 : Les Chansons Neurotiques (CD)
- 2005 : Gelb (CD)
- 2015 : A Sign of Life (CD)
- 2018 : Antidoron (CD)
- 2023 : The Demystification of the Human Heart (CD)

### Compilations
- 2000 : M.F.A.P.L. (CDS)
- 2000 : Velocity N1 (CDS)
- 2001 : WakeMeUp (CDEP)
- 2001 : Sushi (pour les États-Unis)
- 2002 : Prostitute (CDS)
- 2003 : Need / It's Not Me (CDEP)
- 2003 : Surimi (compilation de singles)
- 2004 : Bomb (CDEP)
- 2008 : A Greater Good – Neuroticfish 1998–2008 (best-of)
- 2013 : Limited Behaviour EP (limité à 100 exemplaires, exclusivement vendu à leur concert au Matrix de Bochum, Allemagne en mars 2013)
- 2014 : Silence (EP)
- 2016 : Agony (EP)
- 2019 : Fluchtreflex (EP)
- 2022 : Velocity N20 (EP)